# Liste de frameworks WebGL
WebGL est un langage bas niveau rarement utilisé directement, mais plutôt par l'intermédiaire de frameworks. 
WebGL étant une interface de programmation web, ces frameworks sont eux-mêmes essentiellement des bibliothèques javascript ou des environnements de développement (IDE) en ligne. 
La liste suivante mélange les bibliothèques, les IDE ainsi que les Plate-forme en tant que service qui permettent de produire des applications WebGL.
| Nom              | Codage                                   | Modélisation | Animation | Audio intégré | Collaboration intégrée | Moteur physique | Indépendant d'un nuage | WebGL (version)                            | WebVR | Import | Export                                                                    | Licence                                                    | Notes et références |
| ---------------- | ---------------------------------------- | ------------ | --------- | ------------- | ---------------------- | --------------- | ---------------------- | ------------------------------------------ | ----- | --- | ------------------------------------------------------------------------- | ---------------------------------------------------------- | --- |
| A-Frame          | JavaScript                               | Non          | Oui       | Oui           | Non                    | Non             | Non                    | Natif (1.0)                                | Oui   | OBJ, COLLADA, glTF, FBX, three.js | HTML, three.js                                                            | Licence MIT                                                | Un framework WebVR (es) open-source avec un Système de composants à entités (en) pour construire des applications 3D et VR avec HTML5. |
| Away3D           | TypeScript                               | Non          | Oui       | Oui           | Non                    | Oui             | Oui                    | Flash transpilé (1.0)                      | Non   | Non | Non                                                                       | Apache License 2.0                                         | Adaptation TypeScript/JavaScript du moteur Away3D conçu en Flash.                                                                      |
| Babylon.js       | JavaScript, TypeScript                   | Non          | Oui       | Oui           | Non                    | Oui             | Oui                    | Natif (1.0 et 2.0)                         | Oui   | OBJ, FBX, STL, Babylon | Tous les formats supportés par Blender et 3dsMax (exporteurs disponibles) | Licence Apache 2.0                                         | Framework javascript pour construire des jeux 3D avec WebGL.                                                                           |
| Blend4Web        | JavaScript                               | Oui          | Oui       | Oui           | Non                    | Oui             | Oui                    | Natif (1.0 et 2.0)                         | Oui   | Tout format supporté par Blender | Tout format supporté par Blender                                          | GPLv3 ou commercial                                        | Suite 3D complète avec éditeur de matériau, éditeur de nœuds, RV, animation, système audio spatialisé, moteur physique.                |
| Clara.io (en)    | JavaScript, API REST                     | Oui          | Oui       | Non           | Non                    | Oui             | Oui                    | Natif (1.0 et 2.0)                         | Oui   | OBJ, FBX, Blend, STL, STP | OBJ, FBX, Blend, STL, Babylon.js, Three.js                                | Freemium                                                   | Freemium web de création 3D développé par Exocortex, société canadienne, basé sur un fork de ThreeJS                                   |
| CopperLicht (en) | JavaScript                               | Non          | Oui       | Oui           | Non                    | Oui             | Oui                    | Natif (1.0)                                | Non   | Non | Non                                                                       | Open source, basé sur la licence zlib                      | Bibliothèque JavaScript open-source développée par Ambiera.                                                                            |
| deck.gl          | JavaScript                               | Non          | Oui       | Non           | Non                    | Non             | Non                    | Natif (1.0 et 2.0)                         | Non   | GeoJson, PLY, LAS/LAZ, etc. | Oui                                                                       | MIT                                                        | Framework WebGL pour explorer des données visuellement.                                                                                |
| Goo Create       | JavaScript                               | Non          | Oui       | Oui           | Non                    | Oui             | Non                    | Natif (1.0)                                | Non   | FBX, OBJ | Non                                                                       | Freemium                                                   | Moteur WebGL avec un éditeur web, Goo Create.                                                                                          |
| Koru             | Non                                      | Oui          | Oui       | Non           | Non                    | Non             | Oui                    | Native (1.0)                               | Non   | COLLADA, FBX, OBJ, 3DS, STL, PLY, Boxshot Model Files | HTML                                                                      | Propriétaire                                               | Koru est un outil d'édition WebGL avec édition de scène, animations et bibliothèque de matériaux.                                      |
| Kubity (en)      | Non                                      | Non          | Non       | Non           | Non                    | Oui             | Oui                    | (no) (1.0)                                 | Non   | Non | Non                                                                       | Propriétaire                                               | Kubity (en) est une plateforme en ligne qui permet d'afficher, d'explorer et de partager des modèles 3D sur le web.                    |
| LayaAir          | ActionScript 3.0, JavaScript, TypeScript | Non          | Oui       | Oui           | Oui                    | Non             | Non                    | Natif, implémente aussi les canvas2D (1.0) | Non   | FBX | Non                                                                       | Open-source (moteur), Propriétaire (conversion de modèles) | API open-source pour les modules de jeux et multimédia.                                                                                |
| luma.gl          | JavaScript                               | Oui          | Oui       | Non           | Non                    | Non             | Oui                    | Native (1.0)                               | Non   | OBJ | Oui                                                                       | MIT                                                        | Framework WebGL de visualisation de données.                                                                                           |
| OSG.JS (en)      | JavaScript                               | Non          | Oui       | Non           | Non                    | Non             | Oui                    | Native (1.0)                               | Non   | Non | Non                                                                       | MIT                                                        | Framework WebGL open-source basé sur OpenSceneGraph.                                                                                   |
| PlayCanvas       | JavaScript                               | Non          | Oui       | Oui           | Oui                    | Oui             | Non                    | Native (1.0 et 2.0)                        | Non   | FBX, OBJ | Non                                                                       | MIT (moteur), Propriétaire (service du nuage)              | Moteur 3D open-source avec plateforme d'édition propriétaire en ligne.                                                                 |
| SceneJS          | JavaScript                               | Non          | Oui       | Non           | Non                    | Oui             | Oui                    | Native (1.0)                               | Non   | OBJ | Non                                                                       | GPLv2 or MIT                                               | Moteur de visualisation WebGL de @xeoLabs.                                                                                             |
| Sketchfab        | JavaScript                               | Non          | Oui       | Non           | Non                    | Non             | Non                    | Native (1.0 et 2.0)                        | Oui   | .3dc, .3ds, .ac, .abc, .obj, .bvh, .blend, .geo, .dae, .dwf, .dw, .x, .dxf, .fbx, .ogr, .gta, .gltf, .igs, .mu, .craft, .kmz, .las, .lwo, .q3d, .mc2obj, .flt, .iv, .osg, .ply, .bsp, .md2, .mdl, .shp, .stl, .txp, .vpk, .wrl, .vrml | Non                                                                       | Propriétaire                                               | Site web de partage de modèles 3D et d'animations.                                                                                     |
| Three.js         | JavaScript                               | Non          | Oui       | Oui           | Non                    | Non             | Oui                    | Native (1.0 et 2.0)                        | Oui   | FBX, OBJ, STL | OBJ                                                                       | MIT                                                        | Bibliothèque JavaScript WebGL pour la programmation de contenus 3D.                                                                    |
| Unity            | UnityScript, C#, Boo                     | Oui          | Oui       | Oui           | Oui                    | Oui             | Oui                    | .NET transpilé (1.0 and 2.0)               | Non   | FBX, OBJ | Non                                                                       | Propriétaire                                               | Export WebGL en option depuis la version 5.                                                                                            |
| Whitestorm.js    | JavaScript                               | Non          | Oui       | Oui           | Oui                    | Oui             | Non                    | Native (1.0)                               | Non   | Tout format supporté par Three.js | Tout format supporté par Three.js                                         | CC                                                         | Un framework construit au-dessus de ThreeJS et du moteur physique Bullet.                                                              |
| Nom              | Codage                                   | Modélisation | Animation | Audio intégré | Collaboration intégrée | Moteur physique | Indépendant d'un nuage | WebGL (version)                            | WebVR | Import | Export                                                                    | Licence                                                    | Notes et références |